# Рододендроновый сад Кристал-Спрингс
Рододендроновый сад Кристал-Спрингс (англ. Crystal Springs Rhododendron Garden) — ботанический сад, расположенный между Рид-колледжом и полем для гольфа Истмореленд в юго-восточном Портленде (Орегон).

## Описание
Ботанический сад находится между 28-й авеню и бульваром Вудсток и занимает 3,84 га. Назван по множественным родникам, расположенным на территории сада. В саду произрастает более 2,5 тысяч рододендронов, азалий и других растений. Кроме этого в саду есть небольшие озёра, покрытые и непокрытые тропинки, фонтаны и декоративные водопады.
Проект сада был заложен в 1950 году как экспериментальный сад для рододендронов. В 1964 году получил нынешнее название.
Кроме этого, в саду находятся участки дикой природы: кустарниковые заросли, лес, болотная растительность, которые главным образом в зимний период привлекают множество в том числе водных птиц, всего 94 вида.

## Галерея

Ботанический сад Марты Спрингер
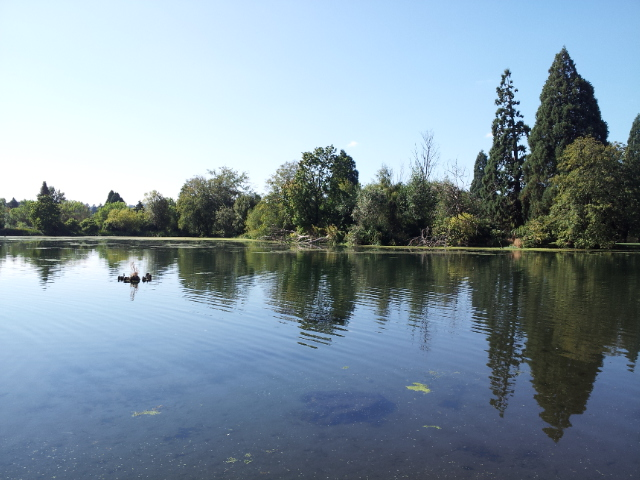
Озеро в саду
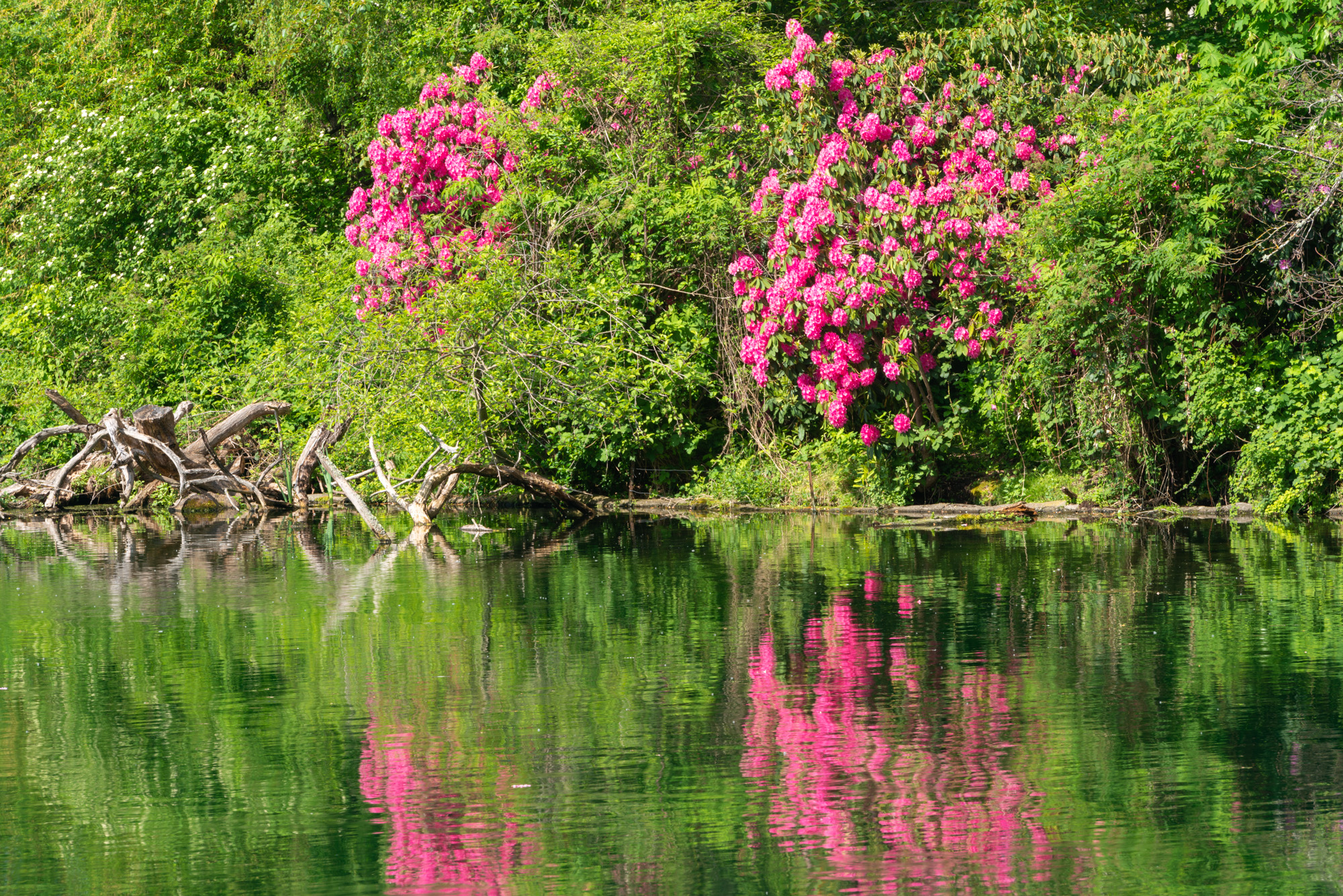
Цветущие рододендроны
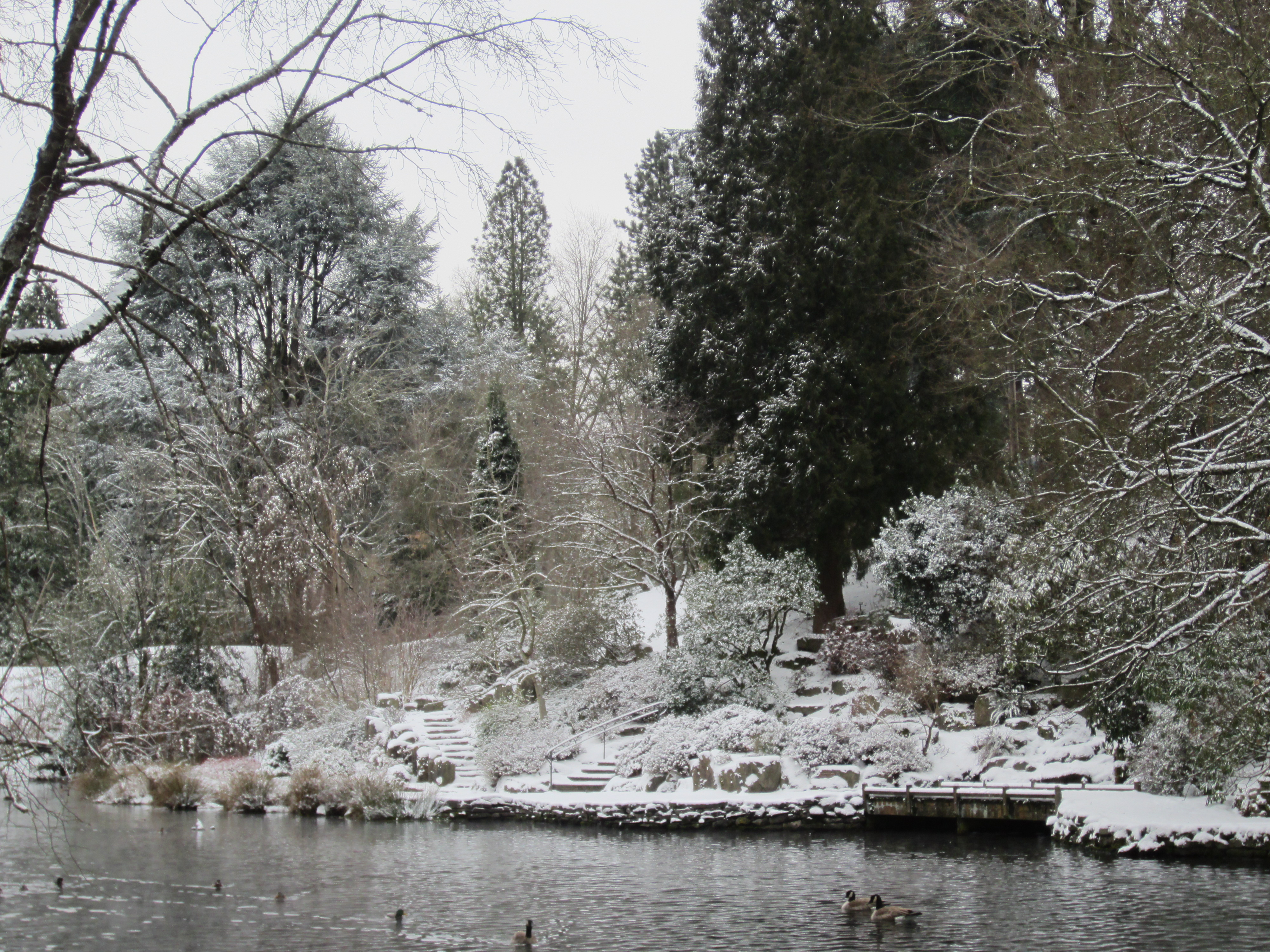
Сад зимой
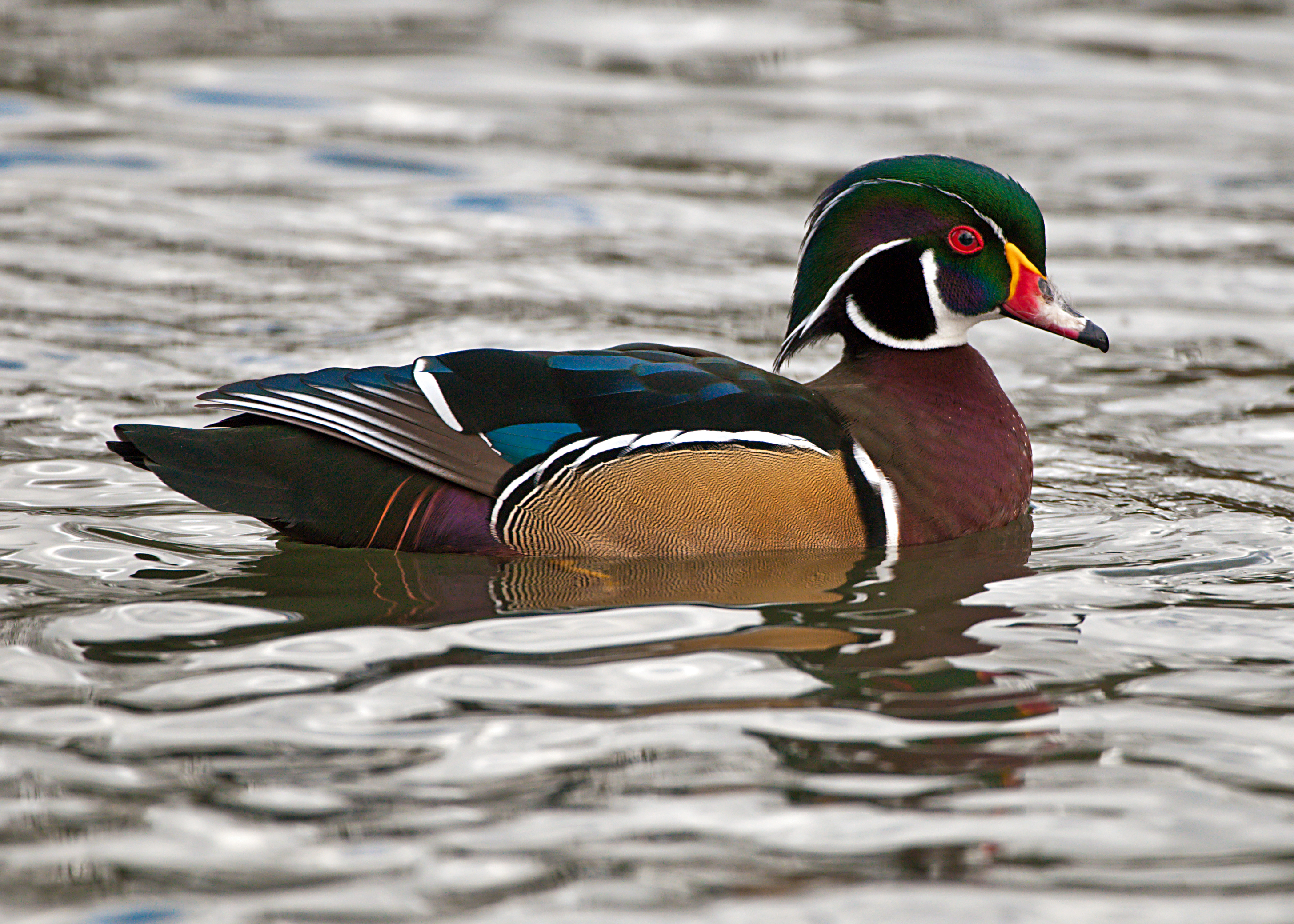
Каролинская утка

Рододендроны
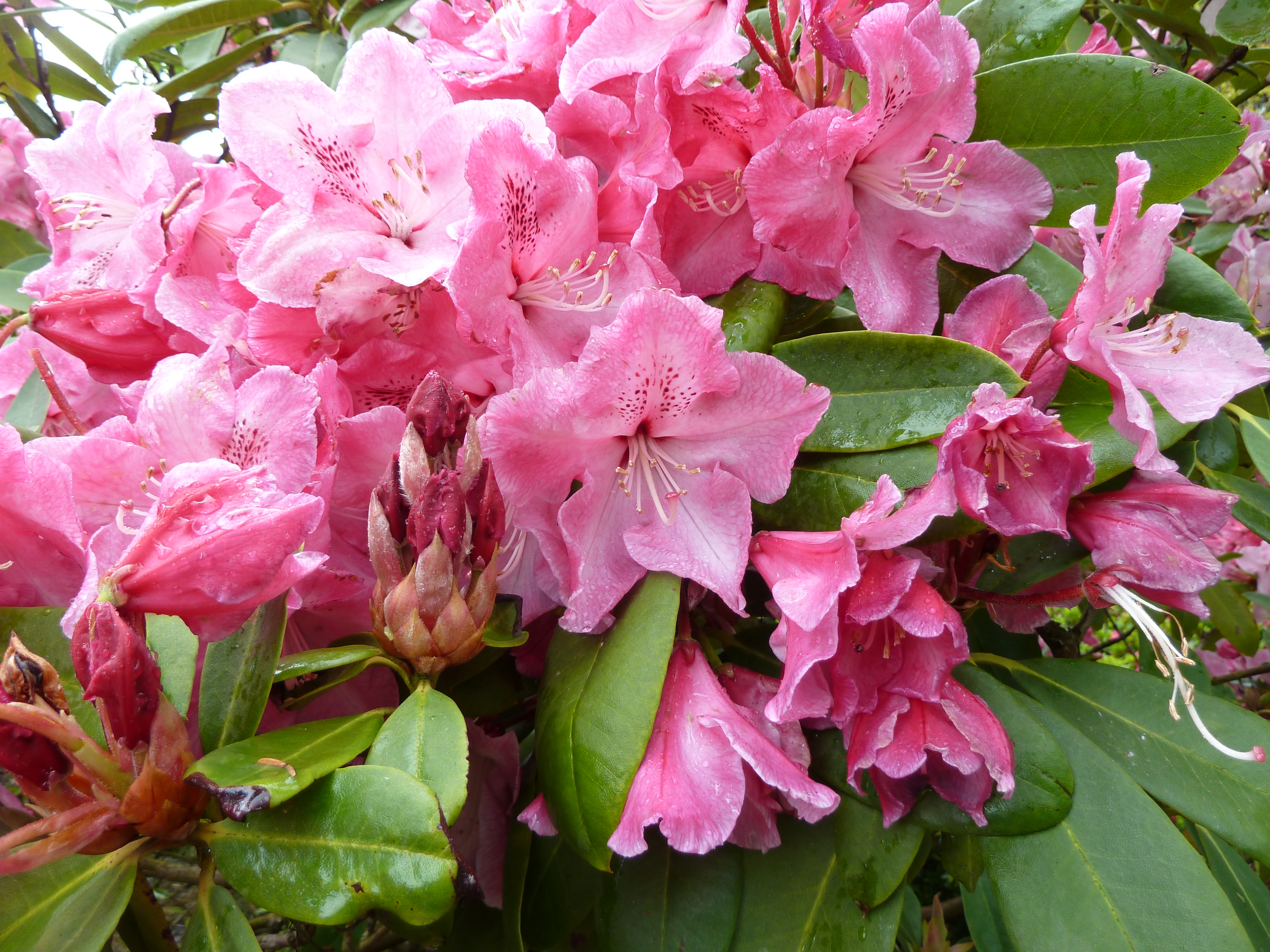
Rhododendron 'Dutch Master'
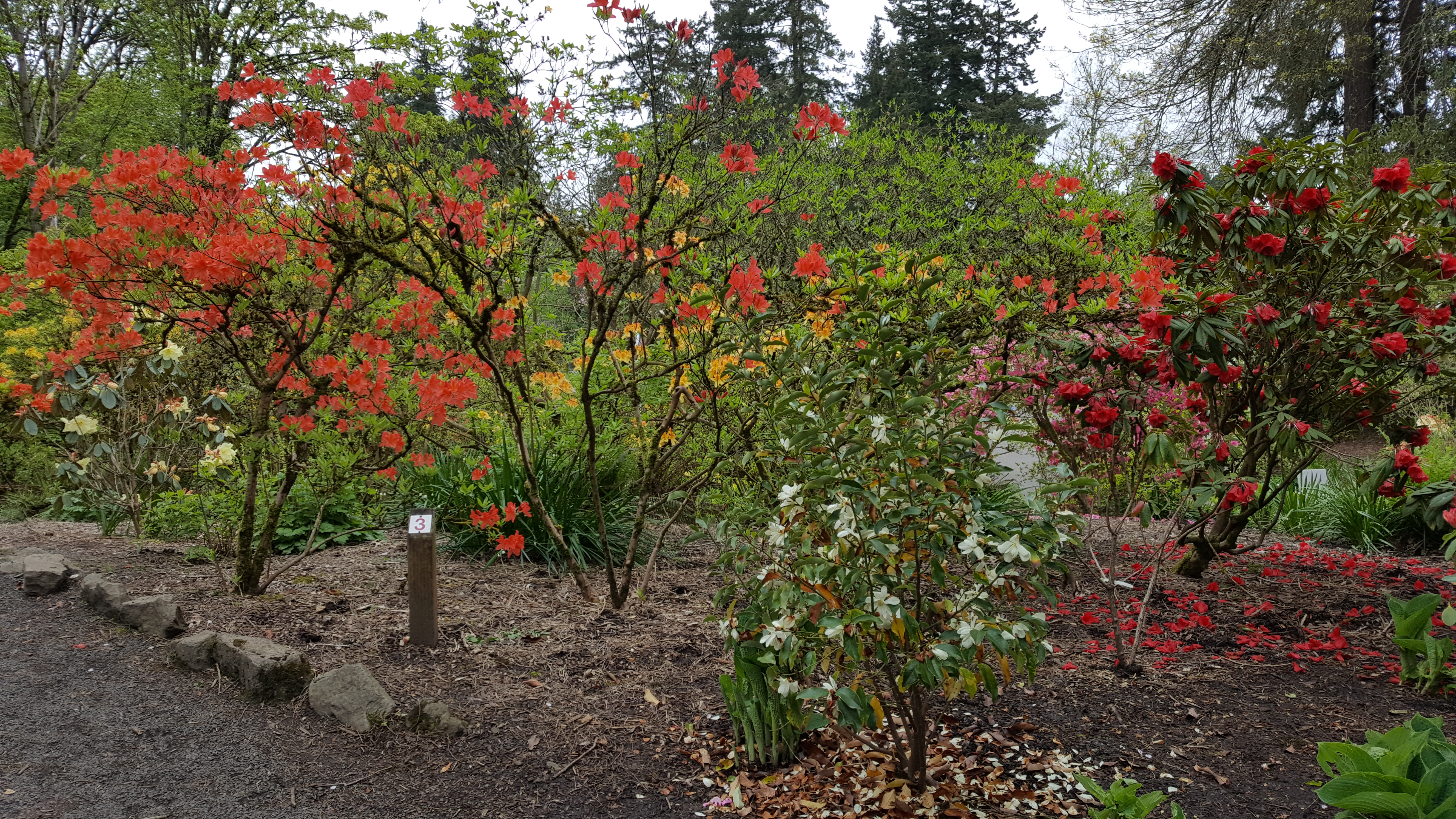
Опытный участок
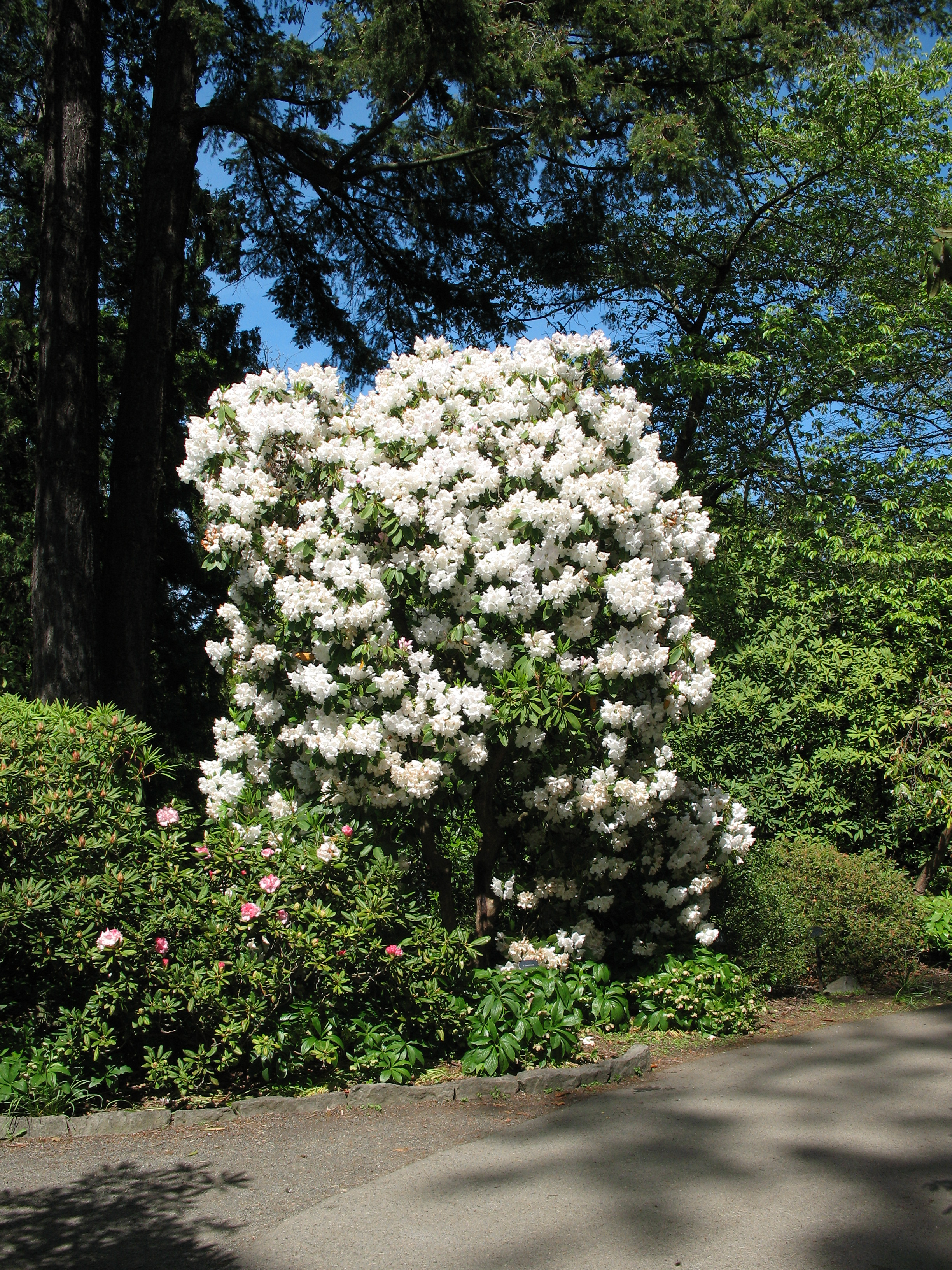
Белый рододендрон